# Cavisternum mayorum
Espèce
Cavisternum mayorum est une espèce d'araignées aranéomorphes de la famille des Oonopidae.

## Distribution
Cette espèce est endémique du Queensland en Australie. Elle se rencontre dans la ville de Mount Isa.

## Description
Le mâle holotype mesure 1,14 mm et la femelle paratype 1,16 mm.

## Étymologie
Cette espèce est nommée en l'honneur de Caitlyn et Taylah May.

## Publication originale
- Baehr, Harvey & Smith, 2010 : The goblin spiders of the new endemic Australian genus Cavisternum  (Araneae: Oonopidae). American Museum Novitates, no 3684, p. 1-40 (texte intégral).